# Stazione di Trieste Servola
La stazione di Trieste Servola è una stazione ferroviaria posta al km 3+796 della ferrovia Trieste Campo Marzio-Trieste Aquilinia.

## Storia
La stazione nacque contestualmente alla "linea bassa"  da Trieste Campo Marzio.

## Strutture e impianti
L'impianto, gestito da RFI, non svolge servizio viaggiatori e viene utilizzato per il traffico merci, molto consistente, dei raccordi Ferriera e Depositi Costieri (terminal di prodotti petroliferi, dalla ex stazione di S.Sabba).   i deviatoi sono assicurati con chiavi numerate. Il segnalamento di protezione è costituito da un segnale di attenzione posto antecedentemente agli scambi di punta in ambedue le direzioni di marcia.

## Movimento
La stazione è disabilitata dal servizio.
La manovra degli scambi viene effettuata dal personale di scorta delle numerose tradotte movimentate da e per Trieste C.M., ma è in corso il rifacimento degli impianti, in correlazione alla prossima riapertura del raccordo diretto con la galleria di circonvallazione, lato Monfalcone.